# Élie Rascagnères
Élie Rascagnères (né le 12 avril 1933 à Toulouse et mort le 28 décembre 2021 dans la même ville,) est un coureur cycliste français, actif dans les années 1950 et 1960.

## Biographie
Originaire de Toulouse, Élie Rascagnères commence le cyclisme en 1950 au sein de la FSGT. Durant sa carrière, il est successivement licencié au Blagnac Sporting Club, au VC Montastruc, au VC Montauban et au Guidon Saint-Cyprien chez les amateurs. Il a également couru sous les couleurs des marques France-Sport, Marcaillou, Peugeot et Alcyon, avec un statut d'indépendant. 
En 1952, il se classe sixième du championnat de France amateurs. Il se distingue ensuite au niveau régional en remportant les Boucles de la Gartempe en 1957, ou encore le championnat des Pyrénées en 1959. Il termine par ailleurs troisième du Boucles du Bas-Limousin et du Tour de Corrèze en 1958. 
Il réalise sa meilleure saison en 1960, avec de nombreuses victoires et une troisième place au championnat de France des indépendants. Après ses performances, il prend une licence professionnelle en 1961 au sein de la prestigieuse équipe Peugeot-BP-Dunlop. Son passage au plus haut niveau est cependant un échec. Il décide alors de redescendre dans la catégorie des indépendants en 1962. Une lourde chute met finalement un terme à sa carrière à l'âge de 31 ans. 

## Palmarès
- 1953
  - 3e du Grand Prix d'Espéraza
- 1956
  - Boucles du Tarn
- 1957
  - Boucles de la Gartempe :
    - Classement général
    - 2e étape

  - 3e étape du Tour du Tarn-et-Garonne
  - 2e du Tour du Tarn-et-Garonne
  - 2e du championnat des Pyrénées
- 1958
  - 2e de Poitiers-Saumur-Poitiers
  - 3e des Boucles du Bas-Limousin
  - 3e du Tour de Corrèze
- 1959
  - Championnat des Pyrénées
- 1960
  - Grand Prix de la Magdaleine
  - Tour de Corrèze
  - 2e du Circuit d'Aquitaine
  - 2e du championnat des Pyrénées
  - 3e de Poitiers-Saumur-Poitiers
  - 3e du championnat de France des indépendants
- 1962
  - 2e de la Polymultipliée lyonnaise